# Perle Régente
La perle Régente ou perle de Napoléon est une perle d’eau de mer naturelle en forme de goutte blanche, de la taille d’un œuf de pigeon. Elle pèse 302,68 grains. Elle est la cinquième perle du monde en taille mais la plus chère avec un prix de vente de 2,5 millions de dollars entre 2005 et 2011 (année où la perle Pérégrine est vendue pour 10,5 millions de dollars).

## Le commerce de la perle, à l'époque
L'histoire de la perle, avant l'achat en 1811, par Napoléon Ier, est incertaine. À cette époque, les principales régions productrices de perles dans le monde étaient, le golfe Persique et la mer Rouge dans le Moyen-Orient et le Golfe de Mannar au Sri Lanka, la région traditionnelle produisant des perles, (bancs de Pinctada radiata et de Pinctada fucata (en)), plaque tournante des marchés de perles du monde, depuis plus de 3 000 ans. Ainsi, la perle Régente, trouve son origine dans l'une de ces zones traditionnelles de production de perles. Elle a finalement trouvé son chemin à Bombay, en Inde, le centre névralgique du commerce des gemmes et de bijoux, en Asie à cette époque, d'où elle aurait été exportée par un des agents commerciaux, alimentant régulièrement, les marchés de Londres et de Paris.

## Achat par NapoléonIer
La perle Régente (ou Perle Napoléon), a été achetée le 28 septembre 1811 par Napoléon Ier, au joaillier François-Régnault Nitot, pour le prix de 40 000 francs-or (soit l'équivalent de 500 000 euros).
De la taille d'un œuf de pigeon, et d'un très bel orient (éclat), elle était alors la plus grosse perle, connue en Europe, car elle pesait à l'origine 346,27 grains, soit 86,56 carats, et était la 5e plus grande perle dans le monde et peut-être la plus grande perle de forme régulière.
Elle avait été offerte par l'empereur à sa nouvelle épouse, l'impératrice Marie-Louise, comme la pièce maîtresse d'un diadème de perles, qui était le principal composant d'une parure de perles complète. Figurant parmi les joyaux de la Couronne de France, elle se transmit d'impératrice à reine et de reine à impératrice.

## Napoléon III et Eugénie de Montijo
En 1853, à la demande de l'impératrice Eugénie, la perle est montée en broche au milieu d'un feuillage de brillants et de perles, par le joaillier Alexandre-Gabriel Lemonnier, (joaillier officiel de la Couronne), bijou qu'elle porta pendant plusieurs années.
Le 4 septembre 1870, le Corps législatif vote la déchéance de Napoléon III, et la proclamation de la Troisième République. Le 7 septembre 1870, l'impératrice Eugénie embarque depuis Deauville pour l'Angleterre, pour s'installer à Hastings, dans le Sussex, auprès de la reine Victoria, emportant avec elle ses bijoux, mais pas la broche Régente, qui se trouvait alors au Garde Meuble royal (Mobilier impérial).

## La Troisième République
L'invasion prussienne étant proche, les bijoux royaux sont confiés, début septembre 1870, au contrôleur général de la Banque de France, Léon Chazal, (fils d'Antoine Chazal), pour être transférés, par convoi ferroviaire, à l'arsenal de Brest,. Le 25 mars 1871, 1 200 caisses, dont celle contenant les bijoux sont transférées sur le navire-école « Borda », prêt à appareiller pour l'Angleterre, en cas de nécessité.
Le 13 avril 1871, François Jourde, le « ministre » des Finances de la Commune de Paris, découvre au ministère, un document relatif à la prise en charge des diamants de la Couronne, par la Banque de France, document co-signé le 30 août 1870, par Gustave Rouland, le Gouverneur de la Banque de France. Il s'y rend aussitôt, accompagné de trois autres représentants de la Commune, Eugène Varlin, Charles Amouroux, et Charles Beslay, et ils découvrent qu'il n'y a aucune mention, à ce sujet, dans le registre des dépôts. En définitive, on découvre que celui-ci n'a jamais eu lieu, compte tenu que la caisse contenant les bijoux, a été directement transportée à Brest, par un convoi ferroviaire, avec l'encaisse de la Banque de France (or et billets de banque).
Le 7 août 1871, un projet de loi est déposé par Hervé de Saisy, concernant l’aliénation, non seulement des joyaux, mais aussi du mobilier de la Couronne, et l’application du produit de la vente à la reconstruction des villes détruites durant la guerre franco-allemande de 1870. La commission d’initiative parlementaire s'accorde sur le principe de l’aliénation des joyaux, mais il reste sans suite.
Ce n'est que le 18 août 1873, que Pierre Magne, le Ministre des Finances, prend conscience de l'existence des diamants de la Couronne. Le 21 août 1873, une caisse marquée « chaînes d'assemblage », pesant 152 kilos, est retrouvée en rade de Brest, à fond de cale du « Borda ». Elle contient une seconde caisse pesant 110 kilos dont les scellés sont intacts. Le 15 décembre 1874, la caisse quitte Brest et regagne le Ministère des Finances, à Paris. Le 10 janvier 1875, la caisse est ouverte, et le contenu inventorié, en présence de Léon Chazal et de l'inspecteur des finances Vandermarcq. La Banque de France est alors déchargée de toute responsabilité.
En 1878, les bijoux sont exposés pour la première fois au public, lors de l'Exposition universelle de Paris.
Dans le cadre de la préparation de la loi sur l'aliénation des diamants de la Couronne, le gouvernement nomme en 1882 une commission d'expertise des diamants composée de cinq membres. Une estimation donne une valeur de 21 267 040 francs à la collection, mais juge qu'une partie des diamants ne doit pas être vendue. Le 20 juin 1882, Benjamin Raspail fait voter par la Chambre, son projet de loi d'aliénation des diamants de la Couronne pour financer une caisse des invalides du travail contre le projet de Jules Ferry qui souhaite que cette vente alimente une caisse de dotation des Musées nationaux. Pour Jules Ferry, donner le produit de la vente aux invalides du travail ne serait « qu'une goutte d'eau dans l'océan ». Le projet est alors porté au Sénat. Plusieurs années de discussion seront nécessaires pour obtenir un consensus, sur la vente de la totalité ou d'une partie des joyaux, et sur l'affectation du produit de la vente.
En 1884, les bijoux sont exposés de nouveau, dans la Salle des États, au Louvre, avec beaucoup de succès.
Le 26 octobre 1886, le Sénat vote la loi sur la vente des joyaux de la Couronne suivant l'amendement Boulanger qui ne fixe pas l'affectation du produit de la vente. Le 7 décembre 1886, la Chambre vote la loi, après avoir accepté le rapport du député Daniel Mérillon, qui propose de reprendre le texte déjà voté par le Sénat.
La loi relative à l'aliénation des diamants de la Couronne, du 10 décembre 1886, co-signée par Jules Grévy, président de la République, et Sadi Carnot, ministre des Finances, est publiée le 11 janvier 1887 au Journal officiel (Texte en ligne sur Gallica). Une commission installée le 15 février 1887 décide des mesures à prendre pour les joyaux attribués au musée du Louvre, et conclut qu'ils doivent être exposés dans la galerie d'Apollon.

## La vente de mai 1887

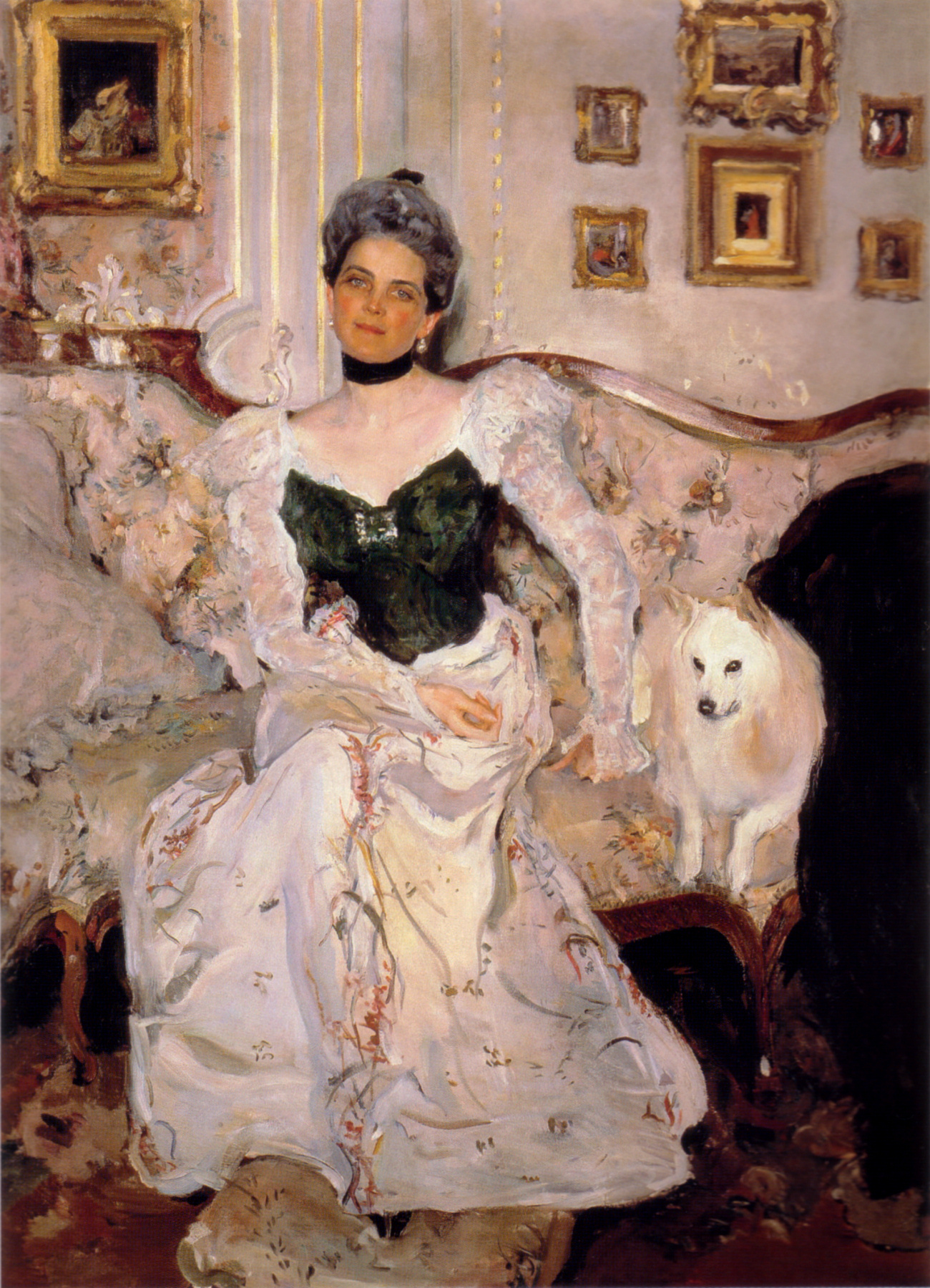
La princesse Zinaïda Nikolaïevna Ioussoupova en 1900 par Valentin Serov

À l'occasion de la vente des bijoux, organisée du 12 au 23 mai 1887,, les joyaux de la Couronne vont être dispersés. Avant la vente dans la Salle des États, les joyaux sont exposés à partir du 20 avril 1887. A la demande des plus grands joailliers du monde entier, l'Administration des Domaines de l'État, a publié un catalogue de la vente. Les illustrations sont beaucoup trop petites, et à la demande des bijoutiers, des photos en taille réelle des pièces les plus importantes sont prises par le photographe Michel Berthaud (1845-1912) Photos en ligne sur Gallica.
Monsieur Jacques Rossel, agissant comme mandataire du joaillier Pierre-Karl Fabergé, (joaillier de la Couronne de Russie), achète la perle Régente en même temps que quatre autres perles, pour un montant total de 176 000 francs (lot n°42). Karl Fabergé remonte la perle sur un pendentif pour le revendre au prince Nicolas Borisovitch Youssoupoff. Celui-ci l'offre à sa fille, la princesse Zénaïde. En 1914, Félix Youssoupoff, le fils de la princesse Zénaïde, l'offre en cadeau de mariage à son épouse, Irina Alexandrovna, (la nièce du tsar Nicolas II).
En août 1917, le prince Félix fuit la Russie, pour s'installer à Paris, emportant avec lui, une partie du trésor Youssoupov, y compris une autre belle perle « La Pélégrina », pesant 133,6 grains, soit 33,4 carats. Espérant revenir en Russie, le prince Félix cache le reste des bijoux Youssoupov, y compris le pendentif « Régente », dans un mur de son palais Ioussoupov de la Moïka, à Saint-Pétersbourg.

## Les bolcheviks
Les bijoux sont pourtant découverts en 1925, par hasard, par les bolcheviks, en réparant un escalier. Une bonne partie des objets découverts est vendue, puis avec la Révolution russe, la trace de la perle Régente est perdue dans la tourmente de l'Histoire, durant plus d'un demi-siècle.
L'histoire de la perle Régente, après la Révolution d'Octobre, est incertaine, car les bijoux Youssoupoff incluant le pendentif, ont sans doute, été incorporés, aux joyaux de la Couronne russe. Ceux-ci avaient déjà été transférés en lieu sûr, en 1914, au début de la Première Guerre mondiale, sous les voûtes de la chambre de diamant, dans le Palais d'Hiver à Saint-Pétersbourg. Ils sont ensuite entreposés dans les souterrains du palais du Kremlin, où ils sont découverts par les bolcheviks, dans les années 1920.
C'est le 3 février 1920, par décret du Conseil des commissaires du peuple, qu'est constituée la Gokhran de Russie (ru), Institution pour l'enregistrement, la comptabilité et la centralisation du stockage des pierres précieuses et métaux précieux du pays. La Gokran venait en complément de la création plus ancienne, d'un état des valeurs de fonds de la Russie, institué par un décret de Pierre le Grand, en date du 22 décembre 1719, par lequel « les joyaux de la Couronne étaient affectés comme des biens appartenant à l'Etat ».
Les joyaux de la Couronne, redécouverts en 1922, sont alors stockés dans neuf énormes coffres-forts, à l'Armurerie du Kremlin, à Moscou. La même année, le gouvernement communiste de Russie, dirigé par Lénine, ordonne l'inventaire et la photographie de tous les joyaux de la Couronne. La tâche, qui prendra près de quatre mois, est réalisée par cinq grands bijoutiers russes, sous la direction et la supervision du minéralogiste renommé, le professeur Alexandre Fersman, assisté par le directeur du Musée de l'Ermitage, SN Troinitzky et un célèbre critique d'art et peintre Alexandre Nikolaïevitch Benois. Après avoir terminé ses travaux, le comité d'experts publie un inventaire illustré en 1925, intitulé Le trésor de la Russie, de diamants et pierres précieuses, inventaire en 4 tomes, comprenant en particulier, une description détaillée, des bijoux de la dynastie des Romanov, et est créé le Fonds Diamant de l'URSS, (Алмазный Фонд СССР).
La jeune république socialiste russe, fondée par Lénine, à court de trésorerie, est contrainte de lever des fonds sur les marchés financiers internationaux, et en conséquence, adopte la mesure radicale, de la vente pure et simple, d'une partie significative des Joyaux de la Couronne russe (incluant probablement la collection de bijoux Youssoupoff). Un consortium d'acheteurs britanniques et américains est le premier, à bénéficier de la vente des joyaux de la Couronne russe.
Par la suite, 124 pièces de bijoux, sont proposées, le 16 mars 1927, à la vente aux enchères chez Christie's, à Londres, annoncée avec cette mention : « un assemblage important de bijoux magnifiques, la plupart datant du 18e siècle, qui faisaient partie des joyaux de l'Etat russe ».

## Les joyaux russes, en garantie, en Irlande de 1920 à 1950
En 1920, la Russie demandera à la république d'Irlande, un prêt sans intérêt, de 25 000 dollars, en apportant quatre joyaux de la Couronne russe, en garantie. La transaction aura lieu à New York, entre Ludwig Martens (en), l'ambassadeur soviétique aux États-Unis, et Harry Boland, l'ambassadeur irlandais aux États-Unis. 
Le 26 décembre 1921, lorsque Boland retourna en Irlande avec les bijoux russes à la fin de sa mission diplomatique, il les conservera dans la maison de sa mère Kathleen Boland O'Donovan à Dublin pendant la période de la guerre d'indépendance irlandaise. Boland qui avait combattu, au côté des républicains irlandais de Michael Collins, laissera des instructions claires à sa mère, afin que les joyaux de la Couronne russe, ne soient restitués, que lors du retour au pouvoir des républicains. Boland a été assassiné le 2 août 1922, peu de temps après la fin de la bataille de Dublin et Michael Collins trois semaines plus tard. 
Kathleen Boland ne restituera les joyaux de la Couronne russe au gouvernement républicain d'Éamon de Valera que le 18 novembre 1938. Les bijoux seront placés dans un coffre-fort au siège du gouvernement (en) à Dublin, puis oubliés jusqu'en 1948.
En 1948, les bijoux seront redécouverts, à l'époque du gouvernement, dirigé par John A. Costello. Une proposition sera présentée au Parlement National, pour la vente des joyaux de la Couronne russe, aux enchères publiques, à Londres. Après des négociations, quant au statut juridique des joyaux, entre l'ambassadeur de l'Union soviétique à Londres , et le représentant du gouvernement irlandais à Londres, il sera décidé en définitive que les joyaux de la Couronne russe appartenaient de plein droit à l'Union soviétique, comme faisant partie intégrante de son grand patrimoine culturel. 
Dans le cadre de l'accord négocié, l'Union soviétique devait rembourser dans un délai de cinq mois 25 000 dollars, la somme exacte du prêt irlandais obtenu en 1920, à l'égard duquel les joyaux de la Couronne russe avaient été laissés en garantie. 
Cinq jours avant la date limite, l'ambassade de Russie à Londres effectuera le paiement sur le compte du gouvernement irlandais, et enfin à la mi-septembre 1949, après presque une période de trente ans, les joyaux de la Couronne russe (en), retourneront à Moscou et réintégreront le Fonds Diamant (ru).

## La vente en 1950
Il est maintenant clair, que le pendentif contenant la perle, a été acquis par une famille anonyme en 1950, qui l'a conservé jusqu'à la vente aux enchères chez Christie's à New York, le 16 juin 1987. La famille possédait la perle depuis 37 ans et ignorait sa provenance historique, comme en témoigne la présentation de la perle dans le catalogue de la vente, qui ne mentionne que son origine russe, mais sans donner le nom ou le poids de la perle. La provenance russe était attestée par la présence de la couronne impériale russe, incorporée dans le pendentif.

## La vente de 1987
L'acheteur de la perle (incorporée dans un collier), à la vente aux enchères de Christie's le 16 juin 1987 à New York, a été le premier à identifier celle-ci comme étant la « Régente », après sa disparition après la révolution d'Octobre. Les facteurs qui l'ont aidé à l'identifier sont les suivants :
1. l'incorporation de la Couronne impériale russe dans le pendentif ;
2. la forme générale de la perle, en comparaison avec les images de la perle, présentées dans le catalogue de vente de mai 1887, et aussi la photo prise par Michel Berthaud ; Photo en ligne sur Gallica
3. une surface plane à l'arrière de la perle qui est conforme à la description de la perle dans les inventaires des Joyaux de la Couronne française de 1814, 1832 et 1875 ;
4. le pelage[Note 11] et le polissage de la perle, peuvent induire la perte de poids de 10,89 carats (telle qu'elle sera attestée en 2005 dans le rapport d'examen N°0509017 du laboratoire suisse Gübelin Gem Lab, en date du 16 septembre 2005[7]).

## La vente de 1988
L'acheteur anonyme du pendentif en 1987, après son identification, et la connaissance de sa provenance historique, a décidé de remettre la perle, en conformité avec la conception initiale de la broche d'Alexandre-Gabriel Lemonnier (de), réalisée en 1853, pour l'impératrice Eugénie. Il la remet de nouveau en vente, le 12 mai 1988, chez Christie's à Genève. La broche est alors achetée par un jeune banquier koweïtien, pour 1,21 million de francs suisses, pour en faire présent à sa sœur, à l'occasion de ses trente ans.

## La vente de 2005
Le 16 novembre 2005, la perle a été revendue aux enchères, chez Christie's à Genève, pour près de 2,5 millions de dollars.

## Caractéristiques
Cette perle est extraordinaire, car elle possède toutes les caractéristiques souhaitables, telles qu'elles sont définies par le Gemological Institute of America (en) (GIA) : le type de perle, la taille, la forme, la couleur, le lustre, la qualité de surface, la qualité de la nacre. Une combinaison de caractéristiques remarquables, telles que la très grande taille, une forme de goutte parfaite, la couleur, un lustre supérieur, qui a fait que cette perle unique est devenue la perle la plus chère dans le monde entre 2005 et 2011.

## Autres perles célèbres
- Reine des Perles
- Perle d'Allah
- Perle Pérégrine